# Agrippa Cassi
Agrippa Cassi (en llatí Agrippa Cassius) va ser un escriptor romà que va viure durant el regnat d'Hadrià.
Va ser el primer que va parlar contra el gnosticisme de Basilides d'Alexandria i segons Eusebi va escriure una Refutació de Basilides, on l'acusava d'ensenyar que no és pecat menjar la carn oferta als ídols, i que en temps de persecució es podia renunciar a la fe. Eusebi en va conservar un fragment.